# Giuseppe Pavone
Giuseppe Pavone detto Peppino (Barletta, 15 febbraio 1950) è un dirigente sportivo ed ex calciatore italiano di ruolo centrocampista, direttore sportivo del Trapani.

## Carriera

### Giocatore

Pavone (accosciato, secondo da sinistra) capitano della Cavese nella stagione 1984-1985

Cresciuto nelle giovanili del Barletta, Pavone muove i primi passi da professionista nel Foggia. Nel 1969 ha una parentesi con il Torino, in prestito con diritto di riscatto, collezionando due presenze in Coppa Italia condite da un gol. L'anno successivo tuttavia fa ritorno a Foggia,, segnando il primo gol in serie A proprio al Torino, nella vittoria casalinga per 1-0; con i rossoneri resta per cinque stagioni, contraddistinte da un continuo saliscendi tra massima serie e cadetteria.
Nel 1975 approda all'Inter, disputandovi tre campionati e vincendo una Coppa Italia. Segue una fugace esperienza a Pescara, in serie B, dove contribuisce alla promozione nel decisivo spareggio contro il Monza realizzando la rete iniziale con la quale gli abruzzesi sconfissero per 2-0 i brianzoli nello spareggio di Bologna. La stagione successiva è a Taranto: due campionati di Serie B da capitano con i rossoblu che, coinvolti nello scandalo del Totonero, non riescono ad evitare la retrocessione nel 1981.
L'ultima tappa della sua carriera di calciatore è ancora fra i cadetti, con la casacca della neopromossa Cavese, dove porta il suo bagaglio di esperienza e leadership.

### Dirigente
Appese le scarpette al chiodo, nel 1986 Pavone inizia la carriera dirigenziale proprio laddove aveva cominciato quella da calciatore professionista, nel Foggia. Lì, col presidente Pasquale Casillo e l'allenatore Zdeněk Zeman, va a comporre l'asse del cosiddetto "Foggia dei miracoli", che spinge i dauni ai vertici del calcio nazionale, sfiorando la qualificazione in Coppa UEFA.
Nel 1997 accetta la corte del Lecce, ma la sua esperienza con i salentini termina all'inizio del campionato stesso, a causa di divergenze con la società. L'anno dopo Pavone è a Salerno, dove resta, tra alti e bassi, per due stagioni e mezzo, periodo in cui si avvalgono della sua collaborazione anche Foggia ed Avellino. In seguito approda alla Fiorentina, in un club in piena crisi sportiva e societaria.
Archiviata la parentesi viola, nel 2003 è la volta dell'Avellino, dove Pavone va a ricomporre l'asse con Casillo e Zeman senza, tuttavia, rivivere i fasti dell'epoca foggiana. Nel 2005 fa ritorno, a tempo pieno, proprio a Foggia, con la carica di direttore generale. in un'annata non particolarmente brillante per i rossoneri Non confermato in terra dauna, la stagione successiva approda a San Benedetto del Tronto,, dopodiché passa al Manfredonia, dove resta per due anni.
Il 24 giugno 2009 è ufficializzato come nuovo direttore sportivo della Cavese. Il 14 luglio 2010, dopo la parentesi cavese, Pavone è di nuovo il direttore sportivo del Foggia, squadra riacquistata da Pasquale Casillo col suo gruppo di imprenditori, che richiama con sé anche l'allenatore Zeman. Il 6 luglio 2012 è ufficializzato come direttore sportivo del Barletta, ma appena il successivo 16 dicembre si dimette dall'incarico. Il 2 luglio 2013 diventa collaboratore dell'area tecnica della Sampdoria. Il 10 giugno 2014 approda a Pescara con il ruolo di direttore sportivo. Il 1º luglio 2018 ritorna a ricoprire il ruolo di direttore sportivo e consulente dell'area tecnica per la Cavese 1919. Il 16 gennaio 2021 viene nominato direttore generale e sportivo della Juve Stabia.
A partire da luglio 2024, per pochi mesi diventa direttore sportivo del Barletta. Il 12 dicembre dello stesso anno diventa direttore sportivo del Trapani.

## Palmarès
- Coppa Italia: 1

Inter: 1977-1978